# ジョージ・スミス (1789年生の出版業者)
ジョージ・スミス（英語: George Smith、1789年 – 1846年8月21日）は、スコットランド出身の出版業者。1816年にアレクサンダー・エルダー（Alexander Elder、1790年 – 1876年）とともに出版社のスミス・エルダー・アンド・カンパニーを設立したことで知られる。

## 生涯

### 生い立ち
1789年にスコットランドで生まれた。幼少期に父を亡くし、父が残したエルギンシャーにおける遺産は親族の管理下におかれたが、その親族の手腕が悪く、父の遺産はすぐに失われた。地元の学校で教育を受け、そこでジェームズ・クラーク（後のヴィクトリア女王付き侍医、初代準男爵）とジョン・フォーブス（医師）と知り合って生涯の友人となった。
エルギンで銀行家兼本屋のアイザック・フォーシス（Isaac Forsyth）のもとで見習いとして働いた後、21歳のときにロンドンに移住した。セント・ポール大聖堂の敷地内にあるリヴィントンズ社（Rivingtons、出版社）に入社した後、マレー社に転じ、マレー社では詩人の第6代バイロン男爵ジョージ・ゴードン・バイロンに校正刷りを届けたことがあったという。

### 出版社開業
1816年10月にバンフ出身のアレクサンダー・エルダー（Alexander Elder、1790年 – 1876年）とともに開業を決め、フェンチャーチ・ストリート158号で「スミス&エルダー」（Smith & Elder）という本と文房具の販売店を開いた。最初はエルダーだけが常勤であり、スミスは昼間はマレー社で働き、夜にエルダーを手伝ったという。
1819年に出版も手がけるようになり、同年3月2日に書籍出版業組合に加入した。組合の記録によると、スミス・エルダー・アンド・カンパニーの最初の出版物は1819年7月19日に組合に登録され、その内容はジョン・モリソン（John Morison）によるSermons and Expositions of interesting Portions of Scriptureだった。
1820年10月12日にガラス製品の製造をてがけるアレクサンダー・マレー（Alexander Murray、エルギンシャー出身）の娘エリザベス（1797年 – 1878年）と結婚、6人の子女をもうけた。このうち、後に出版社を引き継いだ長男ジョージ・マレー・スミスは1824年3月19日に生まれた。
スミス一家は結婚を機にフェンチャーチ・ストリートにある店の上の階に引っ越したが、1824年11月21日にフェンチャーチ・ストリート158号をトマス・チェンバーズ（Thomas Chambers）に譲り、コーンヒル65号に移住した（店自体もコーンヒル65号に移転し、以降1868年までコーンヒルに店を構えた）。同時期3人目のパートナーが加入したため商号をスミス・エルダー・アンド・カンパニー（Smith, Elder, & Co.）に変えた。この3人目のパートナーは後見人のエニアス・マッキントッシュ（Aeneas Macintosh）を通じて東インドの商人とのコネを持ち、これによりスミス・エルダー・アンド・カンパニーはイギリス東インド会社の社員に書籍や文房具を販売するなど東インド関連の業務に進出、やがて同社のインド業務の規模は同業他社を遥かに超えることになる。

### 晩年
その間に子女が育ち、長男ジョージ・マレーは1838年にスミス・エルダー・アンド・カンパニーに見習いとして入社、1843年には会社の出版業務を委ねられている。また、一家は1841年にデンマーク・ヒルに引っ越した。しかしジョージ・スミスの健康は悪化、1844年末に脳軟化と診断された。ジョージはボックス・ヒルで8から10エーカーの土地を購入して、そこで農業を趣味として過ごしたものの、会社の業務に関われるほどの体力はなく、長男ジョージ・マレーは1845年には父の業務を全て引き継いだ。1846年8月21日、57歳で死去した。